# За Ктесифонта о венке
«За Ктесифонта о венке» — речь древнегреческого оратора Демосфена, сохранившаяся в составе «демосфеновского корпуса» под номером XVIII. Была произнесена в афинском Народном собрании в 330 году до н. э. и направлена против Эсхина. Формально относится к циклу судебных речей Демосфена, но на деле имела большое политическое значение.

## Исторический контекст и содержание
В 337 или 336 году до н. э. Ктесифонт внёс в афинский Совет, а потом в Народное собрание предложение наградить Демосфена золотым венком за его заслуги перед родным городом и объявить об этом награждении в театре, во время представления. Эта инициатива была одобрена, но вскоре её оспорил Эсхин — глава промакедонской «партии», главный противник Демосфена. По его мнению Демосфен не заслужил награду и не мог её получить по формальным основаниям — так как на момент принятия постановления занимал государственную должность. Ктесифонт был привлечён к суду. Процесс много раз откладывался и состоялся только в 330 году до н. э.
К тому моменту история с венком утратила сиюминутную актуальность и превратилась в повод свести старые счёты. Эсхин посвятил свою обвинительную речь в первую очередь личным нападкам на Демосфена и критике всей его деятельности. Тот произнёс речь в защиту Ктесифонта, причём практически проигнорировал юридическую сторону вопроса: главным для него было показать правильность своего политического курса. Большинством голосов Народное собрание поддержало защиту. Не набрав даже 20 % голосов, Эсхин был оштрафован и подвергнут атимии (гражданскому бесчестию), что стало для него концом карьеры.

## Значение
В древности речь «За Ктесифонта о венке» считалась одним из лучших произведений Демосфена и образцом ораторского искусства. В этом духе о ней высказывались Цицерон, Дионисий Галикарнасский, Квинтилиан. Цицерон перевёл речь на латынь (текст перевода не сохранился) и написал небольшой трактат «О наилучшем роде ораторов» в качестве предисловия.